# GWR 119 Class (tank engine)
GWR 119 Class — тип танк-паровозов Большой Западной железной дороги с осевой формулой 0-3-0  и «седельным» танком. 
11 паровозов этого типа носили номера 119-121 and 123-130. Они были первоначально построены в качестве тендерных паровозов в 1861 году в Суиндоне по чертежам Дэниела Гуча как GWR 79 Class. В танк-паровозы они были переделаны на Вулвергемптонском заводе под руководством Джорджа Армстронга в 1878—1883 годах.
Три паровоза были оснащены конденсаторами. № 122 был тендерным паровозом, остальные были списаны танковыми.
Паровозы 119 Class начинали службу в северном подразделении GWR, но потом в большинстве своём были переведены на юг и проходили ремонты в Суиндоне. В конце концов они оказались в Южном Уэльсе. 
С 1913 года их переделывали на «вьючные» танки и топки Бельпера, как и все паровозы GWR с седельными танками. Большинство паровозов этого типа было списано к 1928 году, № 120 проработал в Освестри до 1933-го.